# Luigi Pastro
Luigi Pastro (Selva del Montello, 22 ottobre 1822 – Venezia, 22 gennaio 1915) è stato un patriota e politico italiano.

## Vita
Nacque da poveri genitori a Selva del Montello, frazione di Volpago del Montello in provincia di Treviso. Fu avviato agli studi classici da Don Luigi Sernagiotto, sacerdote del suo paese e fece dal 1840, prima studi filosofici a Treviso e poi si iscrisse all'Università degli Studi di Padova, dove frequentò la facoltà di medicina.
Nel 1848 si arruolò soldato, come quasi tutti quelli della sua età, nella guerra contro l'Austria.
A Castelfranco Veneto venne iscritto nella terza Compagnia dei Cacciatori del Sile.
Nel marzo del 1851 fu invitato da Mazzini a costituire un comitato patriottico a Treviso, di cui declinò la presidenza perché si riteneva troppo giovane e privo di ricchezza ed indipendenza. Il 24 giugno del 1854 Pastro venne arrestato e rinchiuso nelle prigioni di Venezia. Venne poi trasferito nel carcere di Mantova dove si svolse il processo, durante il quale egli non nominò alcun collaboratore, meritandosi così l'epiteto di eroe del silenzio. Fu condannato a 18 anni di carcere in Boemia.
Amnistiato nel dicembre del 1856, riprese in patria la professione di medico, sia civile che militare.
Nel 1907 scrisse i suoi Ricordi di prigione, documento sui processi di Mantova.
Il 26 gennaio del 1910 venne nominato Senatore del Regno.
Morì cinque anni dopo, in seguito ad una polmonite.

## Ricordi di prigione
Il libro fu scritto nel 1860 su invito del Comitato dell'Emigrazione Veneta per testimoniare i metodi brutali usati dalla polizia austriaca nel corso dei processi di Venezia e Mantova. Il progetto saltò perché lo stesso Pastro considerava i tempi non ancora maturi. Solamente nel 1907, su invito degli amici, pubblicò l'opera.
Lo stile è tipico della memorialistica dell'Ottocento.